# 金秀官
金 秀官（キム・スグァン、朝鮮語: 김 수관、1975年8月5日 - ）はKBOリーグに所属する大韓民国出身のプロ野球選手（内野手）。

## 経歴
1998年にサムスン・ライオンズに入団した。しかし、入団後は出場機会に恵まれず、2002年に退団した。
引退後は高校野球で指導者を務めている。

## 詳細情報

### 背番号
- 55 （1998年 - 2001年）
- 4 （2002年）